# Francisco Hernández Ramírez
Francisco Hernández Ramírez   (Costa Rica, 11 de juliol de 1949 - 7 de gener de 2019) fou un futbolista costa-riqueny de la dècada de 1970.
Fou 31 cops internacional amb la selecció de Costa Rica.
Pel que fa a clubs, destacà a Deportivo Saprissa.